# Asesinato de Silvia Filler
El asesinato de Silvia Filler fue un crimen político cometido en la ciudad argentina de Mar del Plata el 6 de diciembre de 1971 por el grupo parapolicial Concentración Nacional Universitaria (CNU), durante la dictadura de Alejandro Agustín Lanusse. Silvia Ana Filler, era una estudiante universitaria de 18 años, que fue asesinada durante una asamblea estudiantil en la Universidad de Mar del Plata, que por entonces era propiedad de la Iglesia Católica. Desde entonces corrientes estudiantiles de las más diversas tendencias invocan su nombre como símbolo del activismo universitario. Los autores fueron condenados y amnistiados un año y medio después, por una amnistía general.

## Su vida
Silvia Ana Filler nació en Punta Alta en 1953. Su padre era el odontólogo Roberto Filler, presidente del Rotary Club local y miembro activo del Partido Socialista Democrático. Pocos días antes de su muerte había finalizado los estudios secundarios en el Colegio Nacional Mariano Moreno.

## Las circunstancias del crimen
En 1966 se instaló la primera dictadura militar de tipo permanente en Argentina: la Revolución Argentina (1966-1973) y durante su curso la violencia política se dispararía. El régimen militar prohibió la política y disolvió los partidos políticos. Con las actividades de los partidos políticos suspendidas, la juventud, tanto sindical como universitaria, desempeñó un rol activo en la recuperación de la oposición a la dictadura y la recuperación de la vida política.
En ese período se realizaron manifestaciones e insurrecciones populares de gran envergadura, entre las que se destacaron movimientos que adoptaron nombres como Cordobazo (1969), Rosariazo (1969), Correntinazo (1969), Choconazo (1969), Tucumanazo (1970), Vivorazo (1971). En las manifestaciones callejeras comenzaron a ser asesinados manifestantes al azar como Santiago Pampillón, Juan José Cabral, Máximo Mena, Adolfo Ramón Bello, Luis Norberto Blanco, Hilda Guerrero de Molina, etc., entre los que se incluye a Silvia Filler.
Silvia Filler había comenzado ese año a estudiar la carrera de arquitectura en la Universidad de Mar del Plata. Como muchos otros jóvenes en esa época, tenía un pensamiento crítico sobre la situación universitaria y tenía una participación incipiente, calificada por la prensa local como "escasa militancia", en el movimiento estudiantil de su facultad, como "activista independiente", en las actividades del Centro de Estudiantes de Arquitectura Marplatense (CEAM). Su padre era miembro activo del Partido Socialista Democrático y su hermana mayor estaba de novia con el presidente del centro de estudiantes de la Facultad de Ingeniería.
En un reportaje realizado poco después del asesinato, el padre de Silvia Filler la definió como una chica de «una familia de alto contenido democrático», perteneciente a una generación llena de fe y esperanza, que cuestionaba a la generación de los mayores como los responsables de no haber resuelto los dilemas políticos del país. Daniel Medina, secretario de actas de la asamblea en la que fue asesinada Silvia Filler y décadas después rector de la Universidad de Mar del Plata la recuerda así:

A Silvia no le conocí militancia política-partidaria, aunque sí mucho sentido de solidaridad social. Tengo un recuerdo muy lindo de ella, con muchas ganas de hacer cosas.

## El asesinato
El 4 de diciembre de 1971 dos estudiantes, Rafael San Martín y Hugo Torrado, lanzaron una pastilla de gamexane, como acto de repudio a un profesor cuestionado por su incompetencia por la casi totalidad del estudiantado, en un aula de la Facultad de Arquitectura de la entonces Universidad Provincial de Mar del Plata en la que dicho profesor dictaba clase a un minúsculo grupo de asistentes. Ese mismo día los estudiantes fueron expulsados sin juicio académico y en respuesta el Centro de Estudiantes (CEAM) convocó a una asamblea para el 6 de diciembre, en el aula magna de la misma facultad, ubicada en Alberdi 2621 (actualmente sede del rectorado). Daniel Medina, rector de la Universidad Nacional de Mar del Plata entre el 2004 y el 2008, actuó en dicha asamblea como relator.
Mientras se realizaba la asamblea ingresó al recinto un grupo perteneciente a la Concentración Nacional Universitaria (CNU), con el fin de disolver la asamblea estudiantil.
En medio de un gran desorden al menos dos de los miembros del grupo de choque dispararon contra los estudiantes, causando la muerte de Silvia Filler, quien recibió un tiro en la frente. Otros cuatro estudiantes resultaron también heridos de bala: José Fiscaletti, Marcos Chueque -desaparecido durante la dictadura instalada en 1976-, Oscar Alberto Ibarra y Néstor Adolfo Vila. Frente a la facultad estaba apostado un móvil de la policía que se negó a intervenir. Filler fue llevada de urgencia a la Clínica Central donde falleció ese mismo día.

## El marplatazo
El pintor Argentino Alberto Bruzzone, quién residía en Mar del Plata, realizó una obra en su homenaje. Dicha obra la acompañaba un texto de la poeta Susana Esther Soba "Cuando la mano del poder derriba palomas y estudiantes por las calles."
Al día siguiente, una multitud se hizo presente en su entierro, registrándose varios incidentes. Actualmente el aula magna en la que resultó asesinada lleva el nombre de Silvia Filler.

6 de diciembre de 1971, un día que cambiará el panorama histórico de la ciudad. Silvia Filler se encontraba en un bar llamado Colombia con unas amigas. Se replanteaba una y otra vez si participaba o no de la asamblea, los padres no querían que vaya. La responsabilidad política y social predominaron en su elección. Minutos más tarde, ella se hace de la partida y la asamblea comienza. Un grupo de participantes se retira porque inician las discusiones políticas. Mientras esto sucedía, desde 25 de mayo casi San Luis sale un grupo armado de la casa de un miembro de la CNU (cadenas y revólveres), ingresan a la facultad, disparan a mansalva y se van.
“Ella cae, no muerta, pero con un gran derrame cerebral” relata Susana Méndez. Seis meses más tarde “se decide ponerle nombre al aula de la asamblea como Silvia Filler. En el momento en el que estábamos todos, llega la policía y se llevan presos a los heridos de aquél episodio” agrega Susana. Una estudiante sin vinculación política, una militante independiente y comprometida asesinada por la impunidad. La facultad fue tomada por los estudiantes casi por una semana, “había asambleas todos los días y por las noches hacíamos guardia”, la CGT y las diferentes facciones obreras salieron a la calle para protestar por ella, la sociedad conmocionada: “El entierro de ella fue impresionante. Todavía no he visto una marcha, ni siquiera por los derechos humanos, que fueran tantas personas. Eran cuadras y cuadras.

## Juicio
El asesinato de Silvia Filler fue investigado por el juez Adolfo H. Martijena. En el juicio fueron condenados como responsables del delito de homicidio en riña Oscar Héctor Corres -que fue quien realizó el disparo mortal-, Raúl Arturo Viglizzo, Marcelo Arenaza, Ricardo Alberto Cagliolo, José Luis Piatti, Alberto José Dalmaso, Raúl Rogelio Moleón, Eduardo Salvador Ullua, Luis Horacio Raya, Eduardo Aníbal Raya, Oscar Silvestre Calabró, Ricardo Scheggia, Carlos Eduardo Zapatero y Beatriz María Arenaza.
El 26 de mayo de 1973 el Congreso Nacional dictó una ley de amnistía que abarcó el caso de Silvia Filler.

## Implicancias de la muerte de Silvia Filler
Silvia Filler fue parte de una larga serie de asesinatos que se produjeron tanto en el curso del régimen militar (1966-1973) como de los gobiernos constitucionales de Héctor José Cámpora, Raúl Alberto Lastiri, Juan Domingo Perón e Isabel Perón. Estas muertes anticipan la escalada de violencia que desembocará en el terrorismo de Estado de la última dictadura militar.
Desde entonces en algunos sectores del movimiento estudiantil argentino han reivindicado su nombre cómo símbolo del activismo universitario y de la unidad obrero-estudiantil.

## Causas reabiertas
En 2013 el Grupo de Delincuencia Especializada y Violenta de la policía nacional española detuvo en La Coruña a Beatriz María Arenza, una de las condenadas y luego amnistiadas por el asesinato de Silvia Filler. La detención se hizo cumpliendo con una orden de búsqueda y captura de la Interpol emitida por la justicia argentina en relación con otra causa (13.793) por delitos de lesa humanidad cometidos por el grupo derechista Concentración Nacional Universitaria del que formaba parte.